# Дамендорф
Дамендорф (нем. Damendorf, дат. Damtorp) — коммуна в Германии, в земле Шлезвиг-Гольштейн. 
Входит в состав района Рендсбург-Экернфёрде. Подчиняется управлению Хюттен.  Население составляет 433 человека (на 31 декабря 2010 года). Занимает площадь 7,48 км².